# Kalksteen van Schiepersberg
De Kalksteen van Schiepersberg is een serie gesteentelagen in de ondergrond van het zuidwesten van het Nederlandse Zuid-Limburg. De Kalksteen van Schiepersberg is onderdeel van de Formatie van Maastricht en stamt uit het laatste deel van het Krijt (het Maastrichtien, ongeveer 68 miljoen jaar geleden).
De Kalksteen van Schiepersberg is een 4 tot 6 m dikke laag van geel-witte, fijne kalksteen, waarin lagen van flinke concreties van vuursteen voorkomen. Deze concreties vormen vaak netwerken van aan elkaar vergroeide afzonderlijke knollen. Deze vuursteen werd in de prehistorie gewonnen voor het vervaardigen van gebruiksvoorwerpen, zoals gebeurde in de vuursteenmijnen van Valkenburg.
De kalksteen is vernoemd naar de Schiepersberg.

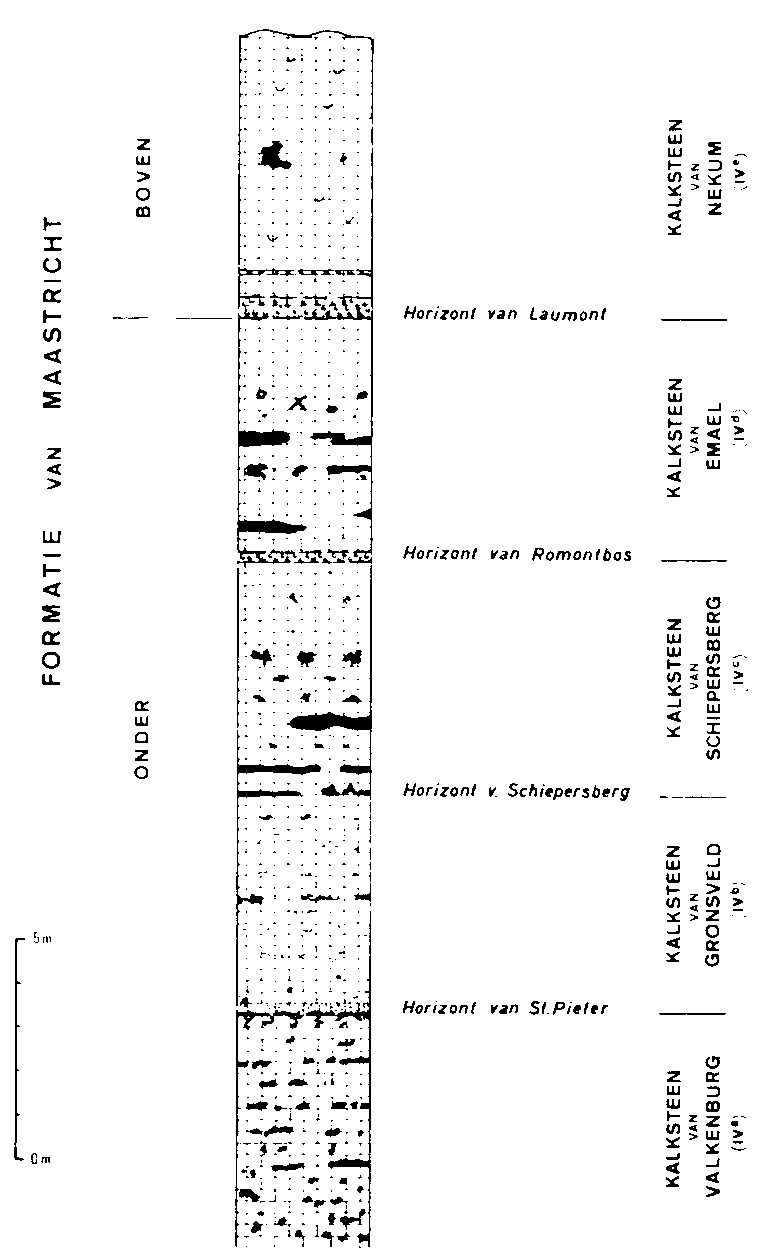
Lithologisch profiel van de typelocatie van de Kalksteen van Schiepersberg: Groeve Schiepersberg (62A-26) te Cadier en Keer

## Stratigrafie
Normaal gesproken ligt de Kalksteen van Schiepersberg boven op de oudere Kalksteen van Gronsveld en onder de jongere Kalksteen van Emael. In het noordoosten van Zuid-Limburg gaat de Kalksteen van Schiepersberg over in de even oude, maar veel zandigere Kunrader Kalksteen. Al deze kalksteenlaagpakketten zijn eveneens onderdeel van de Formatie van Maastricht. Tussen de kalksteenlagen Emael en Schiepersberg bevindt zich de Horizont van Romontbos. Tussen de kalksteenlagen Schiepersberg en Gronsveld bevindt zich de Horizont van Schiepersberg.

## Gebied
In de Groeve Marnebel, ENCI-groeve, Savelsberggroeve, Trichterberggroeve, Koeberggroeve, Groeve achter Villa Rozenheuvel en Groeve Essenbosch I, II, III en IV werd Kalksteen van Schiepersberg gewonnen. De laag is ook te zien in de Vuursteenmijnen van Valkenburg. Mogelijk kan ook een deel van de kalksteen uit de Groeve Midweg tot de Kalksteen van Schiepersberg gerekend worden. Waarschijnlijk werd er ook in de Groeve van de Scheve Spar I deze kalksteen gewonnen gezien de nabijgelegen groeves Essenbosch I-IV die ook in deze kalksteen zijn uitgehouwen.

## Kalksteen
De Kalksteen van Schiepersberg is fijnkorrelig, geelwit van kleur en bevat gemiddeld 5-10% vuursteen. De dikte van deze kalksteenlaag is gemiddeld drie tot vijf meter.
De typelocatie van de Kalksteen van Schiepersberg is de Groeve Schiepersberg bij Cadier en Keer.

## Zie ook

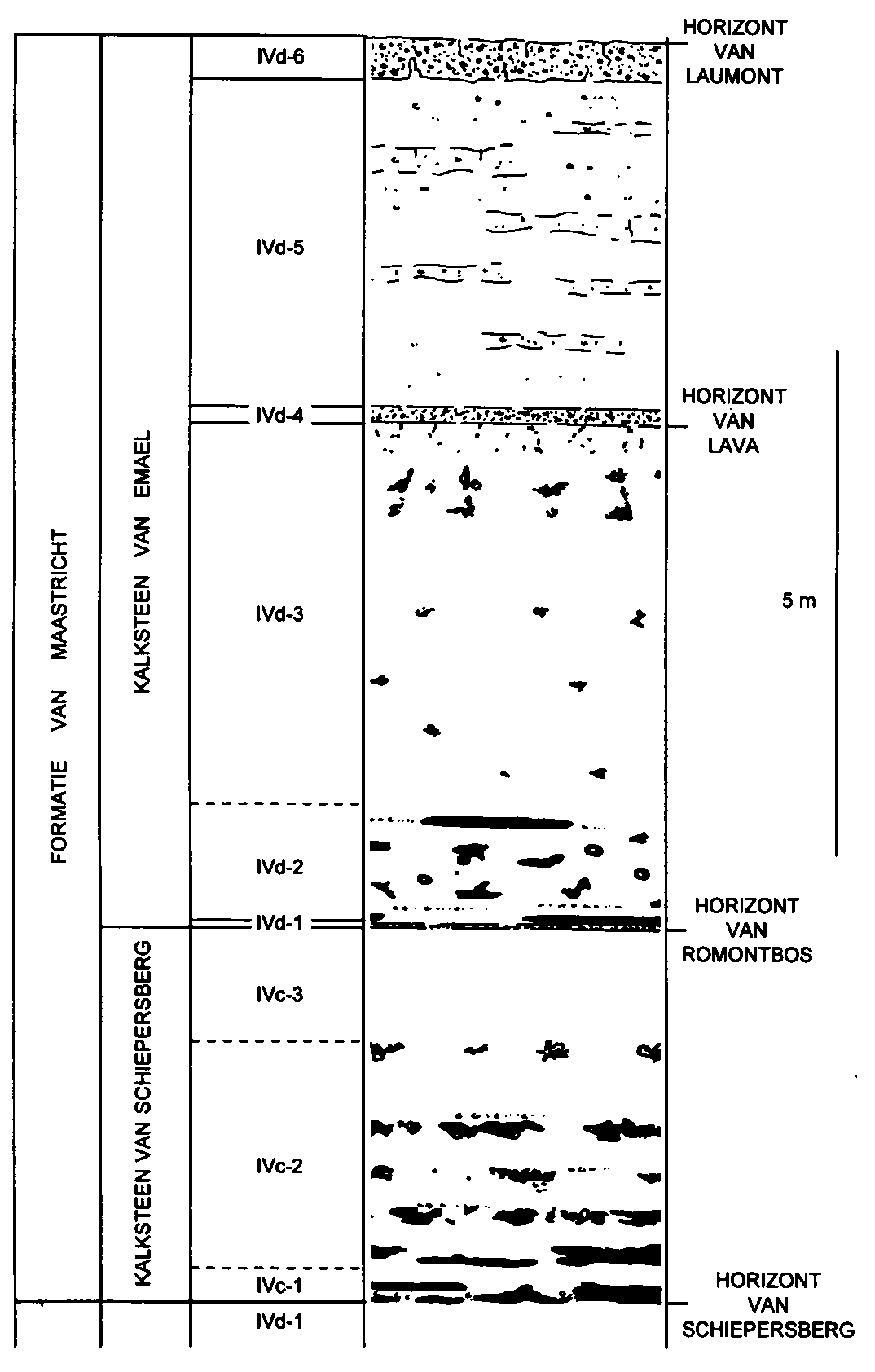
Lithologisch profiel van de Kalksteen van Schiepersberg en de Kalksteen van Emael in de ENCI